# Левингстон, Роберто Марсело
Роберто Марсело Левингстон Лаборда (исп. Roberto Marcelo Levingston Laborda; 19 января 1920, Сан-Луис, Аргентина — 17 июня 2015, Буэнос-Айрес) — аргентинский военный и государственный деятель, де-факто президент Аргентины в 1970—1971 годах.

## Биография
Родился в Сан-Луисе, в смешанной шотландско-франко-испанской семье. Профессиональный военный, бригадный генерал. В 1966—1967 годах возглавлял спецслужбу СИДЕ, затем занимал пост военного атташе в посольстве Аргентины в США.
Во время так называемой «Аргентинской революции» 1966 г. вошёл в состав хунты. В 1970 г., когда глава хунты генерал Онганиа стал терять поддержку военных, адмирал Педро Гнави организовал переворот и предложил занять верховный пост малоизвестному генералу Левингстону, который в период с июня 1970 по март 1971 был де-факто президентом страны. Левингстон, однако, практически сразу повёл независимую политику, оказавшись самым консервативным из членов хунты.
Период его пребывания у власти характеризуется протекционистской экономической политикой, предпринятой для преодоления инфляции и экономического спада, который страна переживала в то время, и введение смертной казни в отношении террористов и похитителей детей. Также Левингстон во время своего президентства назначил членом Верховного суда Аргентины Маргариту Аргуас — это было первое назначение женщины на должность в высшей судебной инстанции в Латинской Америке.
В марте 1971 Левингстон был, в свою очередь, свергнут генералом Алехандро Лануссе.

## Факты
- Роберто Марсело Левингстону принадлежит рекорд по продолжительности жизни среди всех президентов Аргентины.